# Пресня (футбольный клуб)
«Пре́сня» — российский футбольный клуб из города Москвы. Основан в 1978 году под названием «Красная Пресня». Известен также под названием «Асмарал» (под этим названием играл в том числе в высшей лиге чемпионата России).

## Прежние названия команды
- 1978 — июль 1990: «Красная Пресня»
- июль — 31 октября 1990: «Красная Пресня — Асмарал»[1][2]
- 1 ноября 1990—1999: «Асмарал»
- 2001—2002 и 2004—2006: «Пресня»
- 2003: «Пресня-Буревестник»

## История
Клуб несколько раз расформировывался и создавался заново.
В 1920—1930-х годах существовала команда РГО «Сокол», носившая названия МКС («Московский клуб спорта»), «Красная Пресня», преобразовавшаяся затем в футбольный клуб «Спартак» (Москва).

### 1980—1990: «Красная Пресня»
Команда на Красной Пресне была вновь создана решением московского горисполкома и включена во вторую союзную лигу в 1978 году, представляя Домостроительный комбинат № 1 Краснопресненского района. Основной её задачей была подготовка молодых футболистов для московского «Спартака». Среди воспитанников клуба были Василий Кульков и Александр Мостовой, позже перешедшие в «Спартак». Тренировали команду Олег Романцев и Георгий Ярцев, причём Романцев какое-то время также был техническим работником стадиона «Пресни». В 1985 году клуб завоевал кубок РСФСР, победив тюменскую команду «Геолог» со счётом 2:0. В 80-х команда находилась на балансе 7-го таксомоторного парка Москвы при Мосавтолегтрансе.
Первые два сезона команда домашние матчи проводила, главным образом, на стадионе «Октябрь», а с 1980 года переехала на стадион «Красная Пресня».

### «Асмарал» (1990—1999)
В конце 1989 года иракский предприниматель Хусам Аль-Халиди приобрёл команду «Красная Пресня», взяв её на баланс у таксомоторного парка и арендовав одноимённый стадион с оформлением данных соглашений в 1990 году. Связь со «Спартаком» оборвалась. В августе 1990 года Хусамом Аль-Халиди на базе команды и при пресненском стадионе создаётся клуб «Асмарал». По ходу сезона изменилось название команды на «Красная Пресня — Асмарал». С 1991 года — «Асмарал». Название клуба соответствовало названию совместного советско-британского предприятия «Асмарал», принадлежащего Аль-Халиди, и было сложено из первых букв имён его дочерей Асиль и Мариам и сына Алана. В 1991 году тренером был назначен Константин Бесков, и клуб завоевал право выступать в первой лиге. Однако, благодаря распаду СССР, «Асмарал» попал сразу в высшую лигу нового чемпионата России. По окончании сезона клуб занял 7-е место, наивысшее в истории клуба. Затем в игре начался длительный спад, который журналисты связывают с недостаточностью финансирования команды вследствие разорения предпринимателя. «Асмарал» за несколько лет скатился во вторую лигу, а затем и вовсе выбыл из профессиональной лиги. Отыграв сезон-1999 в Первенстве КФК, команда прекратила существование. В 2003 году клуб «Асмарал» был официально объявлен банкротом.
В высшей лиге домашние матчи «Асмарал» проводил на стадионах «Красная Пресня», «Локомотив» и стадионе «Спортивный городок олимпийского комплекса „Лужники“».
У «Асмарала» имелся дублирующий состав (в 1991—1992 годах — «Пресня», в 1993—1995 годах — «Асмарал»-дубль), который выступал во второй низшей союзной лиге (1991), второй (1992—1993) и третьей (1994—1995) российских лигах.

### 2000-е: «Пресня»
В 2001 году снова был образован Андреем Зелинским футбольный клуб под названием «Пресня», который заявился в Первенство КФК. Он является фактическим правопреемником ФК «Асмарал». Цвета — красные — основные, резервные (выездные) — белые, чёрные. После сезона 2002 года с руководством реутовского «Титана» было достигнуто соглашение об объединении, однако из-за нерешённых юридических моментов слияние клубов не состоялось, «Титан» переехал в Москву и продолжил играть во втором дивизионе, а игроки и административный персонал «Пресни» на сезон 2003 года были заявлены за московский «Уралан-ПЛЮС», в Первенстве КФК играла команда «Пресня-Буревестник». В 2004 году команда снова уже играла под названием «Пресня» и, выиграв московскую зону, получила право выступать во Втором дивизионе, где заняла 15-е место (в зоне «Запад»). Однако по ходу сезона-2006 клуб снялся с турнира, в частности, из-за недостатка денежных средств.
Из-за неготовности стадиона «Красная Пресня» команда проводила домашние матчи на других стадионах: стадионе Университета дружбы народов (2001), СК «Балашиха», «Криогенмаш» (оба — Балашиха), «Октябрь» (2002), «Искра» (2003), «Сокол» (2004), «Салют», «Москвич» (2005).
Вторая команда «Пресни» («Пресня-2») в 2005 году принимала участие в первенстве ЛФЛ в зоне «Москва» дивизиона «А», где заняла 13-е место. Победитель первенства Москвы в группе «Б» сезона 2001 года.

### 2010-е
После заседания исполкома РФС 4 июля 2012 года, на которым было принято решение о том, что команды российской Премьер-Лиги могут по желанию создавать фарм-клубы во Втором дивизионе, владелец московского «Спартака» Леонид Федун заявил о готовности возродить и заявить во второй дивизион ФК «Красная Пресня» в качестве фарм-клуба для «Спартака».

## Результаты выступлений

### Первенство и Кубок СССР
| Год  | Соревнование       | Соревнование | Место    | И  | В  | Н  | П  | Мячи  | Кубок  | Кубок                      | Примечания                                |
| Год  | Лига/дивизион      | Зона         | Место    | И  | В  | Н  | П  | Мячи  | Стадия | Последний соперник         | Примечания                                |
| ---- | ------------------ | ------------ | -------- | -- | -- | -- | -- | ----- | ------ | -------------------------- | ----------------------------------------- |
| 1978 | Вторая лига        | 1            | 24 из 24 | 46 | 4  | 8  | 34 | 25-76 | —      | —                          |                                           |
| 1979 | Вторая лига        | 1            | 18 из 24 | 46 | 11 | 12 | 23 | 34-67 | —      | —                          |                                           |
| 1980 | Вторая лига        | 1            | 17 из 19 | 36 | 5  | 9  | 22 | 31-71 | —      | —                          |                                           |
| 1981 | Вторая лига        | 1            | 10 из 17 | 32 | 14 | 5  | 13 | 43-38 | —      | —                          |                                           |
| 1982 | Вторая лига        | 1            | 6 из 16  | 30 | 12 | 9  | 9  | 40-28 | —      | —                          |                                           |
| 1983 | Вторая лига        | 1            | 2 из 16  | 30 | 16 | 9  | 5  | 53-23 | —      | —                          |                                           |
| 1984 | Вторая лига        | 1            | 13 из 17 | 32 | 11 | 7  | 14 | 41-41 | —      | —                          |                                           |
| 1985 | Вторая лига        | 1            | 7 из 17  | 32 | 16 | 6  | 10 | 47-28 | —      | —                          |                                           |
| 1986 | Вторая лига        | 1            | 1 из 17  | 32 | 19 | 7  | 4  | 62-19 | 1/64   | Химик (Гродно) 1:2 (г)     |                                           |
| 1986 | Вторая лига        | Финал «А»    | 3 из 3   | 4  | 1  | 0  | 3  | 9-5   | 1/64   | Химик (Гродно) 1:2 (г)     |                                           |
| 1987 | Вторая лига        | 1            | 5 из 17  | 32 | 16 | 11 | 5  | 64-27 | 1/16   | Металлист 1:3 (г), 1:1 (д) |                                           |
| 1988 | Вторая лига        | 1            | 14 из 20 | 38 | 13 | 8  | 17 | 44-49 | —      | —                          |                                           |
| 1989 | Вторая лига        | 1            | 19 из 22 | 42 | 11 | 9  | 22 | 44-62 | —      | —                          | Переход во вторую низшую лигу             |
| 1990 | Вторая низшая лига | 5            | 1 из 17  | 32 | 24 | 4  | 4  | 63-17 | —      | —                          | Выход во вторую лигу                      |
| 1991 | Вторая лига        | Центр        | 1 из 22  | 42 | 24 | 14 | 4  | 86-32 | 1/16   | ЦСКА 0:2 (д), 2:3 (г)      | Распад СССР. Переход в высшую лигу России |

### Первенство и Кубок России
| Год  | Соревнование         | Соревнование           | Место    | И  | В  | Н  | П  | Мячи   | Кубок  | Кубок                          | Примечания                                                                            |
| Год  | Лига/дивизион        | Зона                   | Место    | И  | В  | Н  | П  | Мячи   | Стадия | Последний соперник             | Примечания                                                                            |
| ---- | -------------------- | ---------------------- | -------- | -- | -- | -- | -- | ------ | ------ | ------------------------------ | ------------------------------------------------------------------------------------- |
| 1992 | Высшая лига          | 1-й этап, группа «Б»   | 7 из 20  | 18 | 11 | 4  | 3  | 34-21  | 1/16   | Светотехника 1:2 (г)           | 2-е место из 10 (4-е место из 8 перед вторым этапом*)                                 |
| 1992 | Высшая лига          | 2-й этап, за 1—8 места | 7 из 20  | 14 | 3  | 3  | 8  | 17-36  | 1/16   | Светотехника 1:2 (г)           | 7-е место из 8 (приведены показатели 2-го этапа*)                                     |
| 1992 | Высшая лига          | Итого                  | 7 из 20  | 26 | 12 | 5  | 9  | 46-49  | 1/16   | Светотехника 1:2 (г)           | * На 2-м этапе учитывались показатели матчей 1-го этапа с командами группы «Б»        |
| 1993 |                      |                        | 18 из 18 | 34 | 7  | 6  | 21 | 28-53  | 1/8    | ЦСКА 1:2 (д)                   | Вылет в первую лигу                                                                   |
| 1994 | Первая лига          | Первая лига            | 10 из 22 | 42 | 17 | 8  | 17 | 57-55  | 1/32   | Спартак (Щёлково) 1:3 (г)      |                                                                                       |
| 1995 | Первая лига          | Первая лига            | 22 из 22 | 42 | 8  | 4  | 30 | 35-98  | 1/16   | Спартак (Москва) 0:3 (-:+) (д) | Вылет во вторую лигу                                                                  |
| 1996 | Вторая лига          | Центр                  | 21 из 22 | 42 | 8  | 4  | 30 | 33-92  | —      | —                              | Вылет в Третью лигу                                                                   |
| 1997 | Третья лига          | 3                      | 15 из 21 | 40 | 14 | 3  | 23 | 50-77  | 1/128  | Арсенал (Тула) 3:4 (д)         | Реорганизация первенства. Переход во второй дивизион                                  |
| 1998 | Второй дивизион      | Центр                  | 21 из 21 | 40 | 9  | 4  | 27 | 42-75  | 1/32   | Металлург (Липецк) 0:4 (г)     | Исключение из ПФЛ                                                                     |
| 1999 | Первенство КФК       | Москва                 | 5 из 18  | 34 | 21 | 1  | 12 | 75-39  | —      | —                              | Ликвидация «Асмарала»                                                                 |
|      |                      |                        |          |    |    |    |    |        |        |                                |                                                                                       |
| 2001 | Первенство КФК / ЛФЛ | МРО Центр / Москва     | 4 из 19  | 36 | 27 | 2  | 7  | 87-27  | —      | —                              | Воссоздание клуба (ФК «Пресня»)                                                       |
| 2002 | Первенство КФК / ЛФЛ | МРО Центр / Москва     | 2 из 21  | 40 | 33 | 3  | 4  | 113-18 | —      | —                              |                                                                                       |
| 2003 | Первенство КФК / ЛФЛ | МРО Центр / Москва     | 5 из 19  | 21 | 3  | 12 | 10 | 88-46  | —      | —                              | Команда «Пресня-Буревестник»                                                          |
| 2004 | Первенство КФК / ЛФЛ | МРО Центр / Москва     | 1 из 15  | 28 | 21 | 4  | 3  | 81-19  | —      | —                              |                                                                                       |
| 2005 | Второй дивизион      | Запад                  | 15 из 17 | 32 | 5  | 9  | 18 | 32-54  | 1/64   | Витязь (Подольск) 1:2 (г)      |                                                                                       |
| 2006 | Второй дивизион      | Запад                  | —        | 9  | 1  | 1  | 7  | 6-18   | 1/256  | Реутов 0:2 (г)                 | Снят с соревнований после 10-го тура, результаты матчей аннулированы. Расформирование |

## Достижения
Кубок РСФСР
- Обладатель: 1985

Вторая Лига СССР
- Победитель в 1 зоне: 1986
- Победитель в 5 зоне: 1990 (вторая низшая лига)
- Победитель в зоне «Центр»: 1991

Кубок СССР
- 1/16 финала: 1987/88, 1991/92

Чемпионат России
- 7-е место: 1992

Кубок России
- 1/8 финала: 1993/94

ЛФЛ
- Победитель в зоне «Москва» (МРО «Центр»): 2004

В июле 1991 года на стадионе «Динамо» прошёл Кубок «Асмарала», в котором приняли участие «Асмарал», «Динамо», «Торпедо» и молодёжная сборная СССР. Победив в полуфинале «Торпедо» — 1:0, в финале «Асмарал» проиграл «Динамо» — 2:4.

## Главные тренеры
- Сергей Сергеевич Сальников — 1978
- Анатолий Васильевич Башашкин — 1979
- Владимир Сергеевич Сучков — 1980
- Александр Михайлович Пискарёв — 1981—1982
- Фёдор Сергеевич Новиков — 1983
- Олег Иванович Романцев — 1984—1987
- Андрей Александрович Якубик — 1988—1989
- Виктор Александрович Ноздрин — 1989 (с июня)
- Андрей Анатольевич Комаров — 1990 (по май)
- Владимир Григорьевич Федотов — 1990 (с июля), 1991 (с июля)
- Константин Иванович Бесков — 1991 (по июль), 1992
- Николай Урузмакович Худиев — 1993
- Валентин Козьмич Иванов — 1994 (до августа)
- Владимир Сергеевич Белоусов — 1994 (с августа) — 1994 (по октябрь)
- Владимир Алексеевич Михайлов — 1994 (с октября) —1998 (по май)
- Александр Анатольевич Антонов — 1998
- Дмитрий Вячеславович Быстров — 2001—2002
- Борис Аркадьевич Копейкин — 2002
- Дмитрий Анатольевич Горьков — 2003—2005
- Владимир Михайлович Юлыгин — 2006